# Curvularia ischaemi
Curvularia ischaemi är en svampart som beskrevs av McKenzie 1981. Curvularia ischaemi ingår i släktet Curvularia och familjen Pleosporaceae.   Inga underarter finns listade i Catalogue of Life.